# Rivière Landry
Pour les articles homonymes, voir Landry.
La rivière Landry est un affluent de la rive sud de la rivière Nicolet Sud-Ouest. Elle traverse les municipalités de Cleveland (MRC Val-Saint-François) et Danville (MRC Les Sources), dans la région administrative de l'Estrie, au Québec, au Canada.

## Géographie
Les principaux bassins versants voisins de la rivière Landry sont :
- côté nord : rivière Nicolet Sud-Ouest ;
- côté est : rivière Nicolet Sud-Ouest, rivière Danville ;
- côté sud : rivière Saint-François, ruisseau Steele ;
- côté ouest : rivière Saint-François.

La rivière Landry prend sa source de divers ruisseaux du secteur Greenshields des montagnes des Smith dans la municipalité de Cleveland. Le chemin de la vallée longe (du côté ouest) la rivière Landry.
À partir de la confluence de ruisseaux de montagnes, la rivière Landry coule sur :
- 2,5 km vers le nord-est, dans la municipalité de canton de Cleveland, jusqu'à la limite intermunicipale de Danville (soit le secteur de l'ancienne municipalité de Shipton) ;
- 6,1 km vers le nord, en traversant la route 116, jusqu'à la confluence de la rivière Danville ;
- 3,1 km (ou 4,8 km en ligne directe) vers le nord, en serpentant jusqu'à la confluence du ruisseau Burbank (venant de l'est et drainant l'Étang Burbank) ;
- 5,5 km (ou 2,0 km en ligne directe) vers le nord, en serpentant à l'ouest du village de Danville, jusqu'à son embouchure.

La rivière Landry se déverse sur la rive sud de la rivière Nicolet Sud-Ouest, à 2,9 km (ou 1,2 km en ligne directe) en aval du pont de la route 116 et à 1,8 km au nord de l'intersection des routes 116 et 255 au cœur du village de Danville.

## Toponymie
Le terme 
Landry constitue un patronyme de famille d'origine française.
Le toponyme rivière Landry a été officialisé le 5 décembre 1968 à la Commission de toponymie du Québec.